# Símbolos de Ixtapaluca
Los Símbolos de Ixtapaluca, son el emblema representativo de este municipio del estado mexicano de Estado de México. La imagen de estos símbolos está representada por el glifo o escudo de la ciudad de Duitama; otro símbolo de la ciudad es el himno municipal.

## Escudo
Aparece con un jeroglífico, sobre un campo blanco, un toponimio cuyos contornos son de color negro, mismos que posee en la parte superior, una figura ovalada en los extremos; Conteniendo en ésta y en el centro de la figura principal, triángulos específicamente dispuestos. El nombre propio es Iztapallocan, el cual proviene del idioma náhuatl y se compone de iztatl, sal, pallutli o pallotl, mojadura, y de can lugar; y significa: "lugar donde se moja la sal".

### Historia
No se tiene eviencia exácta del origen del glifo topónimo, pero se sabe que es un reprentción de los glifos prehispánicos del pueblo náhuatl y que después de la creación del municipio, fue aceptado como escudo y símbolo oficial.

### El escudo dentro de los ayuntamientos

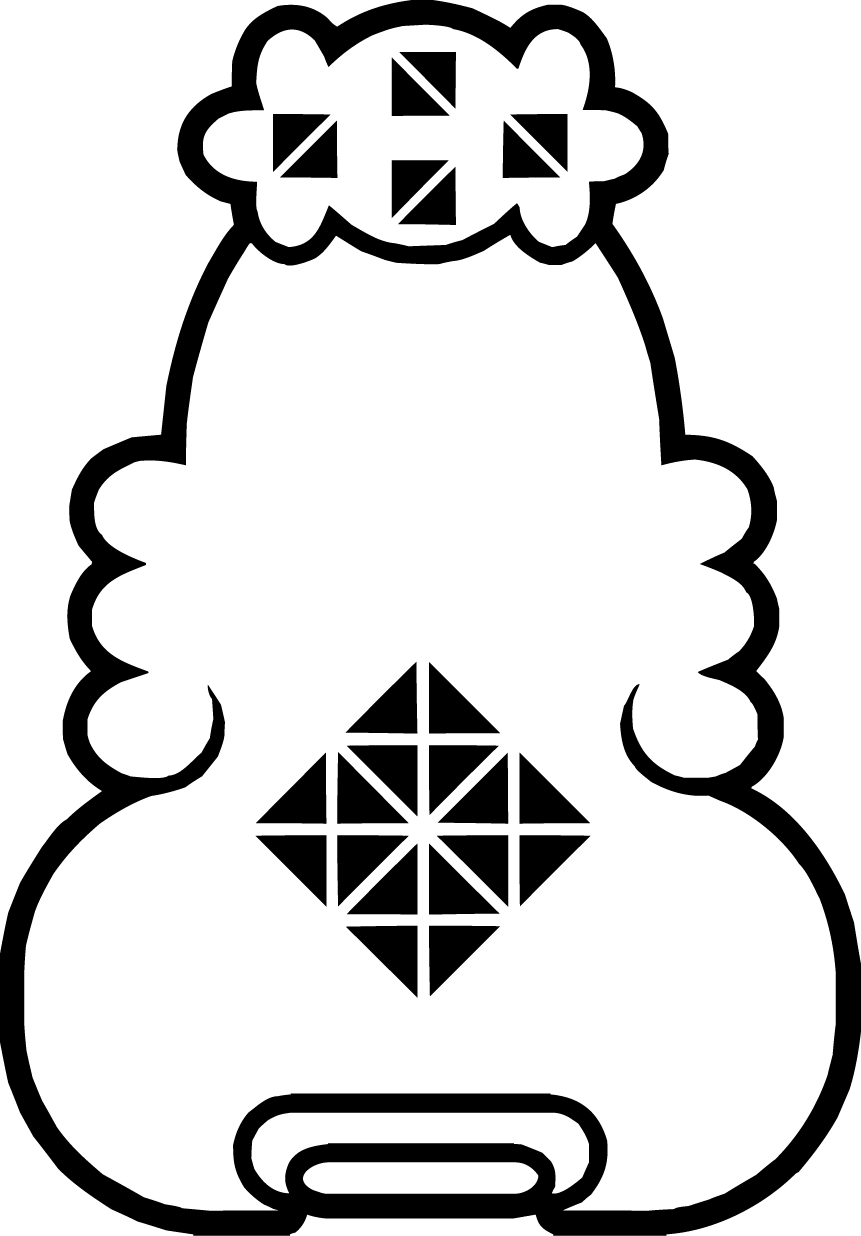
Escudo de Ixtapaluca 1998-2000.
Escudo de Ixtapaluca 2000-2003.

## Himno
El himno de Ixtapaluca es un símbolo que recientemente ha sido legislado en el bando municipal del municipio mexiquense, aunque no hubo concurso oficial, el compositor llevó la propuesta al ayuntamiento y debido al arduo trabajo, fue aceptado como un símbolo más del municipio. El 5 de febrero del año 2017, se legisló oficialmente.

### Letra
Himno de Ixtapaluca
Coro
Ixtapaluca te llevo en mi alma,
eres mi casa, mi orgullo y mi hogar.
en ti renace la luz de la esperanza,
bello lugar donde se moja la sal.
I
Lindo México me has dado,
una tierra sin igual
el futuro nos sonríe
vamos juntos a luchar
es nuestro guía,
el señor de los milagros
tapetes le brindamos
es nuestra tradición
donde mujeres,
y hombres procuramos
ir juntos de la mano
con fe y con valor.
II
Vamos niños a la escuela
ahí esta el profe Roldan
pintaremos un camino
que nos de prosperidad
es nuestro guía
el señor de los milagros
tapetes le brindamos
es nuestra tradición
donde mujeres
y hombres procuramos
ir juntos de la mano
con fe y con valor.

## Otros símbolos
Los símbolos más importantes de Ixtapaluca son la Señor de los Milagros, imagen venerada por mayoría de los habitantes del municipio y de localidades circunvecinas.